# جو كوب
جو كوب (بالإنجليزية: Joe Cobb)‏ (13 أكتوبر 1990 في المملكة المتحدة - ) هو لاعب كرة قدم بريطاني في مركز الدفاع. لعب مع ليستر سيتي وويكمب وندررز وهنكلي يونايتد ‏ وشبشيد دينامو ‏ وGNG Oadby Town F.C. ‏ وJerez Industrial CF ‏.

## وصلات خارجية
- جو كوب على موقع قاعدة بيانات كرة القدم.إي يو (الإنجليزية)
- جو كوب على موقع Soccerbase.com (لاعب) (الإنجليزية)